# Hannes Råstam
Per "Hannes" Råstam (27. juni 1955 i Göteborg – 12. januar 2012 sammesteds) var en svensk journalist og bassist. 
Hannes Råstam arbejdede fra 1993 ved Sveriges Television. Han tildeltes Stora journalistpriset 1998 sammen med Janne Josefsson for gennemgangen af Osmo Vallos død. I 2005 modtog han Lukas Bonniers Stora Journalistpris for "langvarig og fremstående journalistisk virke". Endvidere tildeltes han Guldspaden 2010 for dokumentarfilmen "Thomas Quick – att skapa en seriemördare", en dokumentarfilm som dog blev dømt af Granskningsnämnden för radio och TV for, at "programmet strider mod kravet om saglighed". Dokumentarfilmen om Thomas Quick lavede han sammen med researcheren Jenny Küttim.
En bemærkelsesværdig sag, som Råstam arbejdede med, drejede sig om Ulf Larsson, der blev dømt for incest. Larsson blev senere løsladt på grund af den undersøgende journalistik, som Råstam og hans medarbejder Victoria Gaunitz udførte, og som blev til et afsnit i tv-programmet Uppdrag granskning. Han lavede også dokumentarfilmen Varför erkände dom? om mordbrandene i Falun 1975–1976 der blev vist på SVT den 30. marts 2008. I denne sag havde en række børn og unge tilstået over 50 ildspåsættelser, der betød at de blev tvangsfjernet af de sociale myndigheder. Råstam kom ind i sagen efter en anonym mand havde kontaktet ham og indrømmet at det var den anonyme mand og ikke de unge der havde anstiftet brandene. Råstam dokumentarfilm kom da til at handle om falske tilståelser.
Som musiker spillede han i gruppen Text & Musik samt med Rolf Wikström og Mikael Wiehe, men frem for alt med Björn Afzelius i næsten to årtier. 
I septemberudgaven 2011 af tidsskriftet Filter blev der bragt en portrætreportage om Hannes Råstam. I reportagen, som havde overskriften "Grävarens testamente", berettede Råstam om sin kamp med kræft i leveren og bugspytkirtlen. På tidspunktet for sin død arbejdede Råstam på en bog om sagen mod Thomas Quick. Råstam døde natten til den 12. januar 2012, 56 år gammel. 
Bogens titel blev Fallet Thomas Quick — at skapa en seriemördare og udkom på dansk i 2013 som Den falske seriemoder — Thomas Quick og Skandinaviens største retsskandale.
Bogen blev også udgivet på engelsk i 2013, her under titlen Quick: the making of a serial killer.
David Dencik har med den svenske producent Helena Danielsson købt filmrettighederne til Råstams bog, og planen er at optagelserne skal begynde i slutningen af 2014 eller starten af 2015.
Råstams usædvanlige tv-dokumentar om Thomas Quick førte til at mordsagerne blev genoptaget, og i november 2013 blev Quick frikendt i den sidste udestående sag.